# Жан-Клод Антоанети
Жан-Клод Антоанети (фр. Jean-Claude Antonetti; По, 13. јул 1942) је француски правник, историчар, географ, магистар политичких наука, судија Међународног резидуалног механизма за кривичне судове, као и судија некадашњег Међународног кривичног суда за бившу Југославију (2003-2016) и председник Апелационог суда у Паризу (2002).
Јавности у Србији и Републици Српској је најпознатији као председавајући првостепеног судског већа у предмету против Војислава Шешеља пред Међународним кривичним судом за бившу Југославију.

## Биографија

### Образовање и рана каријера
Антоанети је рођен 13. јула 1942. године у граду По, тада у Вишијевској Француској. Најпре је завршио студије историје и географије, а потом и магистарске студије политичких наука. У Бордоу је завршио специјализовану школу за судије, док је паралелно од 1964. до 1973. године радио као наставник у основним школама у департману Сена-Сен Дени и Паризу. Током 1977. године, постао је службеник у Министарству унутрашњих послова.
У Министарство правде је прешао 1979. године, на месту шефа кабинета директора Управе затвора. Ту је обављао и друга задужења, попут правног саветника за питања европске економске сарадње, известиоца за питања избеглица и правног саветника за питања ОЕБС-а. Од 1986. до 1987. године је био шеф Одељења за комуникације, а онда је постао јавни тужилац. Од 1991. до 1998. године је био потпредседник Вишег суда у Паризу, а 1995. године је постао правни саветник француског премијера. У јулу 2002. године, именован је за председника Апелационог суда у Паризу.

### Хашки трибунал и Резидуални механизам
Судија Међународног кривичног суда за бившу Југославију, Антоанети је постао 1. октобра 2003. године. Као председавајући судског већа, појављивао се у предметима Јадранко Прлић (Ћорић, Петковић, Праљак, Пушић, Стојић), Енвер Хаџихасановић и Амир Кубура, као и предмету Војислава Шешеља.
Као председавајући судског већа у предмету Војислава Шешеља, судија Антоанети је приликом изрицања пресуде 31. марта 2016. године, гласао да се ослобађа свих тачака оптужнице, тако да је првостепено веће већином гласова донело ослобађајућу пресуду. Веће је утврдило да идеја Велике Србије, коју Шешељ заговара, није криминални и злочиначки, већ легитимни политички пројекат.
Од 2016. године, Антоанети је судија Међународног резидуалног механизма за кривичне судове.